# Abrochia aequalis
Abrochia aequalis là một loài bướm đêm thuộc phân họ Arctiinae, họ Erebidae.